# Holmevatten (Ucklums socken, Bohuslän)
Holmevatten är en sjö i Stenungsunds kommun i Bohuslän och ingår i Göta älv-Bäveåns kustområde. Sjöns area är 0,018 kvadratkilometer och den är belägen 114,7 meter över havet.